# Campeonato Mundial de Rugby M19 División B de 2004
El Campeonato Mundial de Rugby M19 División B de 2004 se disputó en Sudáfrica y fue la vigésimo quinta edición del torneo en categoría M19.

## Resultados

### Primera Fase
| Pos. | Equipo         | Encuentros | Encuentros | Encuentros | Encuentros | Tantos  | Tantos    | Tantos     | Puntos Totales |
| Pos. | Equipo         | jugados    | ganados    | empatados  | perdidos   | a favor | en contra | diferencia | Puntos Totales |
| ---- | -------------- | ---------- | ---------- | ---------- | ---------- | ------- | --------- | ---------- | -------------- |
| 1    | Rumania        | 3          | 3          | 0          | 0          | 101     | 23        | +78        | 15             |
| 2    | Uruguay        | 3          | 3          | 0          | 0          | 100     | 41        | +59        | 14             |
| 3    | Namibia        | 3          | 2          | 0          | 1          | 72      | 41        | +31        | 10             |
| 4    | Chile          | 3          | 2          | 0          | 1          | 96      | 61        | +35        | 9              |
| 5    | Rusia          | 3          | 2          | 0          | 1          | 62      | 54        | +8         | 9              |
| 6    | Canadá         | 3          | 1          | 0          | 2          | 63      | 49        | +14        | 7              |
| 7    | Tonga          | 3          | 1          | 0          | 2          | 56      | 41        | +14        | 5              |
| 8    | Portugal       | 3          | 1          | 0          | 2          | 69      | 77        | -8         | 5              |
| 9    | Marruecos      | 3          | 1          | 0          | 2          | 38      | 70        | -32        | 5              |
| 10   | Corea del Sur  | 3          | 1          | 0          | 2          | 52      | 88        | -36        | 5              |
| 11   | Estados Unidos | 3          | 0          | 0          | 3          | 27      | 64        | -37        | 5              |
| 12   | Tailandia      | 3          | 0          | 0          | 3          | 28      | 155       | -127       | 0              |

|  | Semifinales 1° al 4° puesto |

|  | Semifinales 5° al 8° puesto |

#### Resultados
| 27 de marzo | Chile | 58 - 8 | Tailandia |  |  |

| 27 de marzo | Marruecos | 16 - 10 | Namibia |  |  |

| 27 de marzo | Portugal | 3 - 32 | Rumania |  |  |

| 27 de marzo | Rusia | 14 - 10 | Canadá |  |  |

| 27 de marzo | Corea del Sur | 15 - 32 | Uruguay |  |  |

| 27 de marzo | Tonga | 39 - 0 | Estados Unidos |  |  |

| 31 de marzo | Chile | 17 - 35 | Rumania |  |  |

| 31 de marzo | Marruecos | 12 - 46 | Uruguay |  |  |

| 31 de marzo | Portugal | 14 - 35 | Canadá |  |  |

| 31 de marzo | Rusia | 45 - 10 | Tailandia |  |  |

| 31 de marzo | Corea del Sur | 15 - 13 | Estados Unidos |  |  |

| 31 de marzo | Tonga | 3 - 19 | Namibia |  |  |

| 4 de abril | Chile | 21 - 18 | Canadá |  |  |

| 4 de abril | Marruecos | 10 - 14 | Estados Unidos |  |  |

| 4 de abril | Portugal | 52 - 10 | Tailandia |  |  |

| 4 de abril | Rusia | 3 - 34 | Rumania |  |  |

| 4 de abril | Corea del Sur | 22 - 43 | Namibia |  |  |

| 4 de abril | Tonga | 14 - 22 | Uruguay |  |  |

### Semifinales 9° al 12° puesto
| 8 de abril | Marruecos | 15 - 41 | Tailandia |  |  |

| 8 de abril | Corea del Sur | 35 - 19 | Estados Unidos |  |  |

### Semifinales 5° al 8° puesto
| 8 de abril | Rusia | 37 - 17 | Portugal |  |  |

| 8 de abril | Canadá | 6 - 37 | Tonga |  |  |

### Semifinal 1° al 4° puesto
| 8 de abril | Rumania | 29 - 13 | Chile |  |  |

| 8 de abril | Uruguay | 17 - 14 | Namibia |  |  |

### 11° puesto
| 12 de abril | Marruecos | 5 - 15 | Estados Unidos |  |  |

### 9° puesto
| 12 de abril | Tailandia | 17 - 60 | Corea del Sur |  |  |

### 7° puesto
| 12 de abril | Portugal | 3 - 16 | Canadá |  |  |

### Quinto puesto
| 12 de abril | Rusia | 7 - 22 | Tonga |  |  |

### Tercer puesto
| 12 de abril | Chile | 38 - 5 | Namibia |  |  |

### Final
| 12 de abril | Rumania | 30 - 7 | Uruguay |  |  |

| Bandera de Rumania |
| Campeón Rumania    |
| Primer título      |